# 淡紫鳾
绒额鳾（学名：Sitta solangiae）为鳾科鳾属的鸟类，體長約13公分。分布於中國、寮國與越南，主要棲息於低地森林或山地森林；全球活动范围约为23,700平方公里。